# Langham, Norfolk
Langham är en ort och civil parish i Storbritannien.   Den ligger i grevskapet Norfolk och riksdelen England, i den sydöstra delen av landet, 170 km norr om huvudstaden London. Langham ligger 41 meter över havet och antalet invånare är 399.
Terrängen runt Langham är platt. Havet är nära Langham åt nordost. Runt Langham är det ganska tätbefolkat, med 104 invånare per kvadratkilometer. Närmaste större samhälle är Holt, 7,7 km öster om Langham. Trakten runt Langham består till största delen av jordbruksmark.